# Yalova (provinca)
Yalova je provinca, ki se nahaja severozahodni Turčiji ob Marmarskem morju. Okoliški provinci sta Bursa na jugu in Kocaeli na zahodu. Središče province je mesto Yalova. Pred letom 1995 je bila Yalova okrožje province İstanbul.

## Okrožja
- Altınova
- Armutlu
- Çiftlikköy
- Çınarcık
- Termal
- Yalova

Koordinati:   40°38′39″N, 29°11′37″E